# ویکتور اوبینا
ویکتور اوبینا (انگلیسی: Victor Obinna؛ زاده ۲۵ مارس ۱۹۸۷) یک بازیکن فوتبال اهل نیجریه است.